# Ma'an Liedao
Ma'an Liedao (kinesiska: 马鞍列岛) är öar i Kina. De ligger i provinsen Zhejiang, i den östra delen av landet, omkring 250 kilometer öster om provinshuvudstaden Hangzhou.
Genomsnittlig årsnederbörd är 1 739 millimeter. Den regnigaste månaden är juni, med i genomsnitt 327 mm nederbörd, och den torraste är januari, med 59 mm nederbörd.